# Bewaffnete Neutralität
Als bewaffnete Neutralität wird allgemein das Bemühen eines oder mehrerer Staaten angesehen, seine Neutralität und somit seine Unabhängigkeit bewaffnet zu verteidigen (z. B. Schweiz) – im Gegensatz zur unbewaffneten Neutralität, deren Preis zumeist eine Entmilitarisierung im Gegenzug einer Anerkennung der Unabhängigkeit durch Dritte ist.
In der europäischen Geschichte gab es mindestens zwei Spezialfälle, in denen die an die Ostsee angrenzenden Mächte ihren Seehandel während französisch-britischer Auseinandersetzungen durch eine offiziell als „bewaffnete Neutralität“ bezeichnete nordische Koalition vor allem zwischen Russland, Dänemark und Schweden zu schützen versuchten.

## Erste „Bewaffnete Neutralität“ 1780–83
1778 hatte sich Frankreich mit den um Unabhängigkeit von Großbritannien kämpfenden 13 Kolonien in Nordamerika verbündet und damit die Wende im Unabhängigkeitskrieg der USA ermöglicht. Als Reaktion versuchte Großbritannien daraufhin, Frankreich sowie das seit 1779 mit ihm und den USA verbündete Spanien mit einer Seeblockade abzuschnüren – nicht nur, um damit den gegnerischen Nachschub nach Nordamerika zu verhindern, sondern auch um durch die Unterbindung des Handels Frankreichs und Spaniens sowohl mit seinen Kolonien in Übersee als auch mit Dritten wirtschaftlichen Druck auszuüben. Unter der Behinderung des Handels mit Frankreich und dem Aufbringen von Handelsschiffen neutraler Staaten litten vor allem die Niederlande, Dänemark, Schweden, Preußen und Russland, unter der Behinderung des Handels mit Spanien vor allem Großbritanniens Verbündeter Portugal.
Die russische Kaiserin Katharina II. verabschiedete daher 1780 eine Erklärung, die das Recht auf freien Handel beanspruchte und ankündigte, russische und neutrale Handelsschiffe mit Waffengewalt schützen zu wollen. Preußen, Dänemark, Schweden und Portugal schlossen sich dieser Erklärung an. Als Vorreiter einer bewaffnet neutralen Handelspolitik trat nun auch der dänische Außenminister Andreas Peter von Bernstorff auf, der sich beeilte, Großbritannien zu versichern, dass der neutrale Widerstand gegen die britische Kaperei keinen feindlichen Akt darstelle und damit Russlands Missfallen erregte. Somit entstand ein informelles, formal neutrales Defensivbündnis zum Schutz des Handels, faktisch jedoch eine vor allem gegen Großbritannien gerichtete Allianz von Staaten, die somit gegenüber Frankreich eine wohlwollende Neutralität übten. Die Niederlande, Unterstützer aber nicht formales Mitglied der Liga, wurden ab 1780 verstärkt in den französisch-spanisch-britischen Konflikt verwickelt (Schlacht auf der Doggerbank) und verbündeten sich ebenfalls mit den USA.
Da Dänemark, Schweden, Portugal und Russland als Seemächte zumindest vereint über Großbritannien ansatzweise ebenbürtige Kriegsflotten verfügten, führte ein kurzer Kaperkrieg zu einem Patt. Nach Großbritannien und Frankreich verfügte Russland damals zumindest quantitativ über die drittgrößte Flotte, zusammen mit dänischen und schwedischen Kriegsschiffen wurden Patrouillenfahrten übernommen. Die Folge des Patts war, dass Großbritannien den freien Handel der neutralen Staaten wenn auch nicht formal anerkannte, zumindest aber faktisch akzeptierte. Mit dem Frieden von Paris (1783) zwischen Großbritannien, Frankreich, Spanien und den USA wurde der Konflikt um das Prisenrecht vorerst beendet, 1784 schlossen auch die Niederlande Frieden mit Großbritannien. Dem Prinzip der bewaffneten Neutralität hatten bis 1783 auch Österreich, das Heilige Römische Reich Deutscher Nation, das Königreich beider Sizilien und sogar das Osmanische Reich zugestimmt.
Stattdessen brach 1788 ein Krieg zwischen den einstigen Koalitionären Russland und Schweden aus. Dänemark stellte sich zunächst auf die Seite Russland, stellte aber seine Angriffe auf Schweden 1789 auf Druck Großbritanniens, der Niederlande und Preußens wieder ein und erklärte sich für neutral. Nach dem Friedensschluss verbündete sich Schwedens König Gustav III. sogar mit Russland, Preußen, Österreich und Großbritannien gegen Frankreich, welches durch die Revolution zur Republik geworden war. Nach Gustavs Ermordung 1792 blieb Schweden jedoch neutral, während die Niederlande 1795 und Spanien 1798 wieder auf französischer Seite in den Krieg gegen Großbritannien eintraten. Die USA hatten sich 1793 trotz des französisch-amerikanischen Bündnisvertrages für neutral erklärt und kaperten sogar französische Schiffe.

## Zweite „Bewaffnete Neutralität“ 1800–1801
Als Nachfolger seines Vaters bemühte sich auch der nächste dänische Außenminister Christian Günther von Bernstorff, während der Koalitionskriege gegen das revolutionäre Frankreich an einer bewaffneten Neutralität festzuhalten. Wegen des 1793 erneut ausgebrochenen Krieges zwischen Frankreich und Großbritannien erneuerten Dänemark und Schweden 1794 ihren Neutralitätspakt, seit 1798/99 kam es daher zu Handelskonflikten Dänemarks mit Großbritannien und Zwischenfällen auf See.
Bestärkt wurde Bernstorff in dieser Politik durch Katharinas Sohn und Nachfolger auf dem russischen Zarenthron, Paul I., als dieser wegen eines Streits mit Großbritannien um Malta 1800 aus der Koalition der Gegner Frankreichs ausscherte. Zusammen mit Dänemark, Schweden und Preußen, das 1795 ebenfalls aus dem Krieg ausgetreten und 1800 erneut der Liga der bewaffneten Neutralität beigetreten war, forderte Paul von Großbritannien die Herausgabe Maltas und die Respektierung des Handels neutraler Staaten mit Frankreich und drohte sogar damit, im Falle einer fortgesetzten britischen Blockade- und Aufbringungspolitik die russische Flotte die Azoren (gehörten zu Großbritanniens Verbündeten Portugal) besetzen und von dort im Gegenzug britische Schiffe im Atlantik aufbringen zu lassen. Britische Schiffe in russischen Häfen wurden beschlagnahmt, Dänemark verweigerte britischen Kriegsschiffen die Einfahrt in die Ostsee.
Im Frühjahr 1801 wurde eine britische Flotte in die Ostsee entsandt, die unbehelligt von in Jever stationierten russischen Kriegsschiffen die dänische Hauptstadt erreichte und in der Seeschlacht vor Kopenhagen einen Großteil der dänischen Flotte versenkte. Inzwischen war in Petersburg Paul ermordet worden. Sein Sohn und Nachfolger Alexander I. zeigte kein Interesse an weiteren Feindseligkeiten gegenüber Großbritannien. Die bewaffnete Neutralität brach damit zusammen.
Zwar wurde 1802 zwischen Frankreich und Großbritannien der Frieden von Amiens geschlossen, doch 1803 brach der Krieg erneut aus. Nachdem auch Preußen, das sich 1805 während des französisch-russisch-österreichischen Krieges trotz eines Bündnisses mit Russland und Österreich neutral verhalten hatte, 1806 isoliert von Frankreich geschlagen worden war, befürchtete Großbritannien, auch das neutrale Dänemark würde demnächst in französische Hände fallen und erbeutete bei einem erneuten Angriff auf Dänemark 1807 die eilig wiederaufgerüstete dänische Flotte. Wegen der katastrophalen Auswirkungen seiner Politik wurde Bernstorff daher 1810 zum Rücktritt gezwungen.
Schweden, das zunächst ebenfalls an der bewaffneten Neutralität festgehalten hatte, war unter britischem Druck 1805 dem antifranzösischen Bündnis beigetreten und blieb auch nach der russisch-österreichischen und russisch-preußischen Niederlage zunächst mit Großbritannien verbündet. Nach einem erneuten russischen Seitenwechsel fiel Zar Alexander 1808 mit französischer Rückendeckung in Finnland ein, ein weiterer Russisch-Schwedischer Krieg brach aus.

## Dritte „Bewaffnete Neutralität“ 1854–55
Als eine Fortsetzung der russischen Politik, Großbritannien durch eine bewaffnete Neutralität zu isolieren und zumindest die Ostsee zu neutralisieren und damit Petersburg zu schützen, sah Karl Marx die diplomatischen Bemühungen des Zarenreiches während des Krimkrieges an. Während Russland allein einer Allianz aus Frankreich, Großbritannien, Italien (Sardinien) und dem Osmanischen Reich gegenüberstand, erklärten 1855 Preußen, Schweden und Dänemark erneut „bewaffnete Neutralität“ zum Schutze ihres Handels mit Russland und nahmen somit faktisch eine Russland wohlwollende Haltung ein. Das Einlaufen britischer Kriegsschiffe in die Ostsee und den Beschuss russischer Häfen verhinderten sie jedoch nicht.
Eine gegensätzliche Position bewaffneter Neutralität nahm Österreich ein. Es ließ an der Grenze zu Russland und den umkämpften Donaufürstentümern Truppen aufmarschieren und betrieb somit eine faktisch antirussische Politik wohlwollender Neutralität gegenüber den Alliierten.

## Auswirkungen
Trotz des Scheiterns der zweiten nordischen Koalition zum Schutz des neutralen Handels war es 1801 zu einem Kompromiss gekommen, dessen Grundsätze für das Seekriegsrecht etwa bis zum „Uneingeschränkten U-Boot-Krieg“ im Ersten Weltkrieg zunehmend weltweit Anwendung fanden: Dem niederländischen Anspruch „Neutrale Flagge schützt feindliches Gut…“ wurde die britische Bedingung „… außer Bannware“ hinzugefügt. Großbritannien erkannte das Recht neutraler Staaten auf freien Handel mit Kriegsgegnern an, bestand aber auf einem Verbot des Handels mit Konterbande bzw. kriegswichtigen Waren und behielt sich das Recht der Kontrolle der Handelsschiffe vor.